# شاهر شاهین
شاهر شاهین (عربی: شاهر شاهين؛ زادهٔ ۱۶ دسامبر ۱۹۸۹) یک ورزشکار اهل عربستان سعودی است.
از باشگاه‌هایی که در آن بازی کرده‌است می‌توان به باشگاه فوتبال الوطنی عربستان سعودی و باشگاه فوتبال الکرامه سوریه اشاره کرد.
وی همچنین در تیم ملی فوتبال زیر ۲۰ سال سوریه بازی کرده است.